# بوبي شيهان
بوبي شيهان (بالإنجليزية: Bobby Sheehan)‏ هو كاتب أغاني وموسيقي أمريكي، ولد في 12 يونيو 1968 في سوميت في الولايات المتحدة، وتوفي في 20 أغسطس 1999 في نيو أورلينز في الولايات المتحدة بسبب جرعة زائدة.

## وصلات خارجية
- بوبي شيهان على موقع IMDb (الإنجليزية)
- بوبي شيهان على موقع ميوزك برينز (الإنجليزية)
- بوبي شيهان على موقع ديسكوغز (الإنجليزية)